# Велика четвірка аудиторських компаній

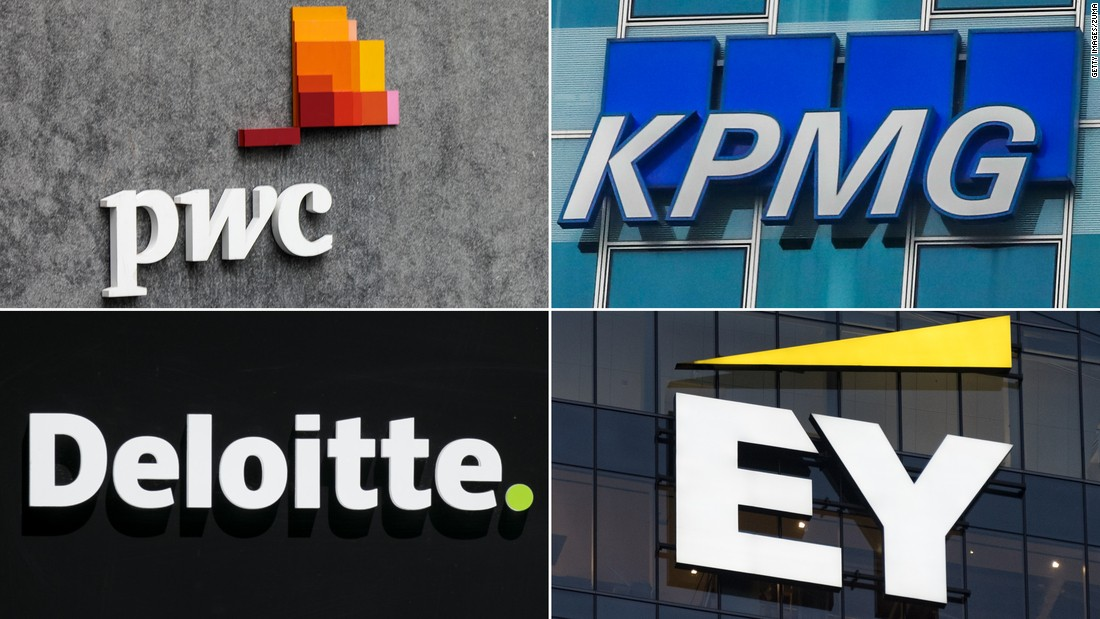
Чотири найбільші компанії світу у сфері аудиту та консалтингових послуг

Велика четвірка аудиторських компаній (англ. Big Four accounting firms, скор. англ. Big 4; Велика четвірка бухгалтерських фірм) — чотири найбільших у світі компаній, які надають аудиторські й консалтингові послуги. До списку компаній «Великої четвірки» входять PricewaterhouseCoopers (ПрайсВотерхаусКуперс), Deloitte (Делойт), Ernst & Young (Ернст енд Янг) та KPMG (КаПіеМДЖі).
Найбільших фірм колись було вісім, і називалися вони разом «Велика вісімка». У 1989 році у результаті злиття Deloitte, Haskins and Sells і Touche Ross (об'єднана фірма стала називатися Deloitte & Touche), і Ernst & Whinney і Arthur Young (Ernst & Young) «вісімка» перетворилася на «шістку». Кількість найбільших компаній знову скоротилася в 1998 році після злиття Price Waterhouse і Coopers & Lybrand (у результаті виникла PricewaterhouseCoopers). Нарешті, «п'ятірка» стала «Великою четвіркою» у 2002 році після масового відтоку клієнтів від Arthur Andersen.

## Опис
«Велика четвірка» є чотирма найбільшими глобальними бухгалтерськими мережами за рівнем доходу. Чотири часто об’єднують у групи, тому що вони порівнянні за розміром з рештою ринку, як з точки зору доходу, так і робочої сили; вони вважаються рівними у своїй здатності надавати широкий спектр професійних послуг своїм клієнтам; і серед тих, хто хоче розпочати кар’єру в сфері професійних послуг, зокрема в аудиту або бухгалтерії, вони вважаються однаково привабливими мережами для роботи через частоту, з якою ці фірми співпрацюють з компаніями зі списку Fortune 500.
| Фірма (англійською) | Фірма (українською)  | Виторг      | Працівників | Виторг на працівників | Фінансовий рік | Штаб-квартира           | Джерело |
| ------------------- | -------------------- | ----------- | ----------- | --------------------- | -------------- | ----------------------- | ------- |
| Deloitte            | Делойт               | 64,9 млрд $ | 456 826     | $140,097              | 2023           | Нью-Йорк, США           | [ 2 ]   |
| PwC                 | ПрайсуотерхаусКуперс | 53,1 млрд $ | 364 000     | $145,879              | 2023           | Лондон, Велика Британія | [ 3 ]   |
| EY                  | Ернст енд Янґ        | 49,4 млрд $ | 395 442     | $124,923              | 2023           | Лондон, Велика Британія | [ 4 ]   |
| KPMG                | КПМҐ                 | 36,4 млрд $ | 273 424     | $133,126              | 2023           | Амстелвен, Нідерланди   | [ 5 ]   |

## Історія
Найбільших фірм колись було вісім, і називалися вони разом «Велика вісімка». У 1989 році у результаті злиття Deloitte, Haskins and Sells і Touche Ross (об'єднана фірма стала називатися Deloitte & Touche), і Ernst & Whinney і Arthur Young (Ernst & Young) «вісімка» перетворилася на «шістку». Кількість найбільших компаній знову скоротилася в 1998 році після злиття Price Waterhouse і Coopers & Lybrand (у результаті виникла PricewaterhouseCoopers). Нарешті, «п'ятірка» стала «Великою четвіркою» у 2002 році після масового відтоку клієнтів від Arthur Andersen.
До кінця XX століття на ринку професійних послуг фактично домінували вісім мереж, які отримали прізвисько «Велика вісімка». Велику вісімку складали Артур Андерсен, Артур Янг, Coopers & Lybrand, Deloitte Haskins and Sells, Ernst & Whinney, Peat Marwick Mitchell, Price Waterhouse і Touche Ross.
«Велика вісімка» поступово скоротилася через злиття цих компаній, а також крах Arthur Andersen у 2002 році, внаслідок чого чотири мережі домінували на ринку на рубежі XIX століття. У Сполученому Королівстві у 2011 році повідомлялося, що велика четвірка перевіряє 99% компаній індексу FTSE 100 і 96% компаній індексу FTSE 250, індексу провідних компаній середньої капіталізації та лізинг компаній.
Такий високий рівень концентрації промисловості викликав занепокоєння та бажання деяких інвестиційних співтовариств, щоб Управління з питань конкуренції та ринків Великобританії (CMA) розглянуло питання про розпад великої четвірки. У жовтні 2018 року CMA оголосила про початок детального дослідження домінування Великої четвірки в аудиторському секторі. У липні 2020 року Рада з фінансової звітності Великобританії повідомила «Великій четвірці», що вони повинні подати плани до жовтня 2020 року, щоб розділити свої аудиторські та консультаційні операції до 2024 року.
До кінця 2016 року найбільшою компанією «четвірки» за обсягом чистого доходу та кількості працівників був PwC, з кінця 2016 року його посунув Deloitte, який і наразі є найбільшим серед Big 4.  

## Сфери діяльності
Усі компанії «Великої четвірки» пропонують своїм клієнтам послуги з:
- аудиту;
- міжнародного оподаткування;
- трансфертного ціноутворення;
- оцінки та дослідження ринку;
- ризик-менеджменту;
- корпоративних фінансів;
- юридичних послуг.

Значна більшість аудитів державних компаній, а також багато аудитів приватних компаній проводяться цими чотирма мережами.